# Überseequartier (métro de Hambourg)
Überseequartier (en allemand : U-Bahnhof Überseequartier) est une station de la ligne U4 du métro de Hambourg. Elle se situe dans le quartier de HafenCity et est nommé d'après le bâtiment Überseequartier.

## Situation sur le réseau

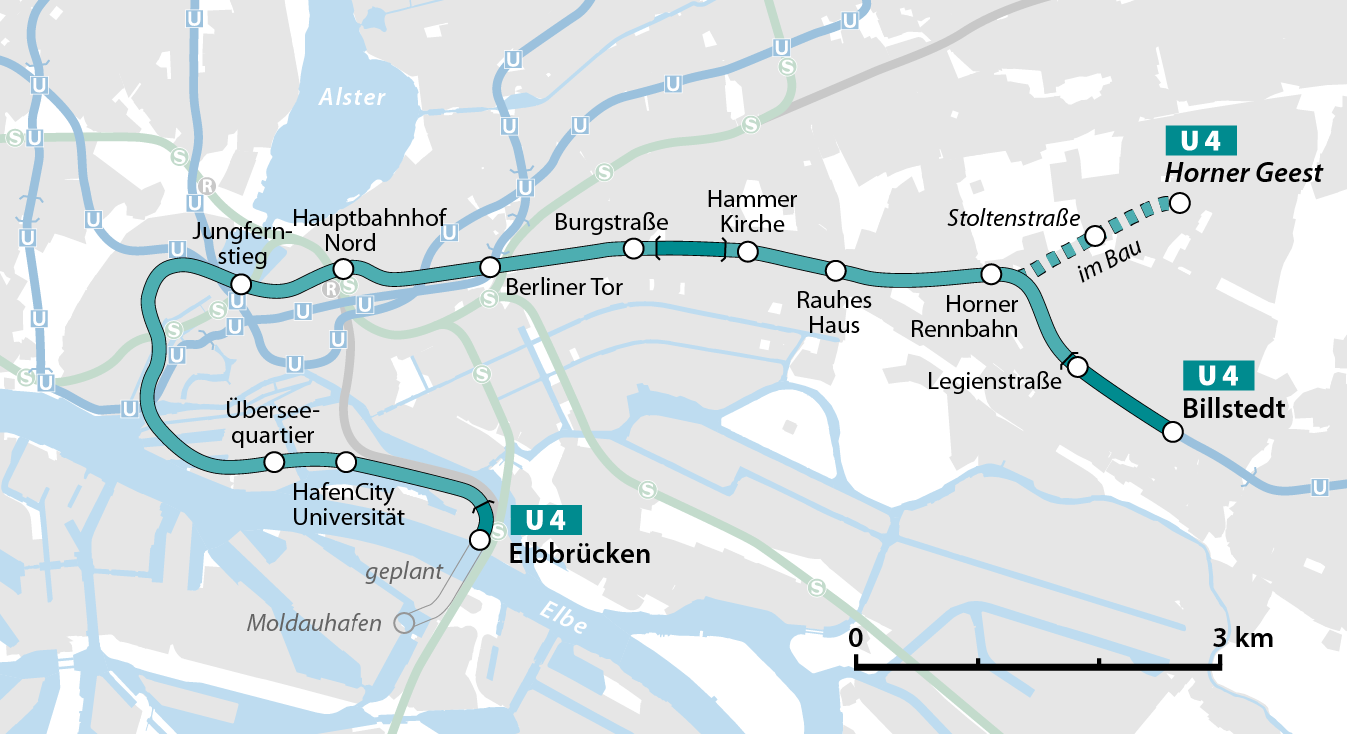
Plan de la Ligne U4 du métro de Hambourg.

## Histoire
La première cérémonie d'inauguration des travaux a lieu le 23 août 2007 par le premier bourgmestre Ole von Beust pour ouvrir HafenCity avec une nouvelle ligne de métro. Les premiers travaux de la station de métro Überseequartier débutent cependant début 2007 selon la méthode de la tranchée couverte. Le tunnelier VERA atteint la station Jungfernstieg depuis HafenCity pour le premier tunnel le 13 octobre 2009 et le deuxième le 3 décembre 2010. Les travaux intérieurs de la station de métro commencent à l'été 2010.
La ligne U4 et ses nouvelles stations ouvrent le 29 novembre 2012. Lors de la planification de cette station de métro, 35 000 passagers étaient attendus chaque jour.

## Installation artistique
La conception, basée sur un projet du bureau Netzwerkarchitekten de Darmstadt, prévoit de revêtir les murs de carreaux de verre bleus recouverts de céramique, qui deviennent plus foncés vers le bas et sont censés rappeler les mondes sous-marins. Les feuilles d'argent au plafond sont destinées à donner l'impression d'une surface d'eau.
En tant qu'installation artistique permanente, il y a des haut-parleurs carrés à côté des escaliers mécaniques à côté de chaque lampe, d'où sortent le bruit de la mer et d'autres bruits maritimes, destinés à renforcer acoustiquement l'impression sous-marine visuelle du revêtement mural, qui devient plus sombre à mesure que la profondeur augmente.
En prêt permanent du Musée Maritime international de Hambourg, une maquette à l'échelle 1:100 du Queen Elizabeth 2, construite par Günther Nitz, se trouve dans une vitrine sur la plate-forme.

## Services aux voyageurs

### Accès et accueil
La station de métro se situe à 19,5 mètres sous le niveau du sol, soit 14 m sous le niveau de la mer. Le hall de la plate-forme, orienté ouest-est et avec une hauteur sous plafond d'environ 8 m, mesure 17,6 m de large, dont 10,8 m pour la plate-forme centrale. L'accès se fait par deux escaliers du côté ouest et trois du côté est. Un ascenseur avec un arrêt intermédiaire au niveau de la mezzanine orientale mène au centre de la plateforme.

### Intermodalité
Il existe une connexion avec la ligne de bus Hafenrandlinie 111.